# Ваки (посёлок)
Ваки (яп. 和木町 Ваки-тё:) — посёлок в Японии, находящийся в уезде Куга префектуры Ямагути. Площадь посёлка составляет 10,56 км², население — 6211 человек (1 августа 2014), плотность населения — 588,16 чел./км².

## Географическое положение
Посёлок расположен на острове Хонсю в префектуре Ямагути региона Тюгоку. С ним граничат города Ивакуни, Отакэ.

## Население
Население посёлка составляет 6211 человек (1 августа 2014), а плотность — 588,16 чел./км². Изменение численности населения с 1980 по 2005 годы:
| 1980 | 7516 чел. |  |
| 1985 | 7328 чел. |  |
| 1990 | 7086 чел. |  |
| 1995 | 6959 чел. |  |
| 2000 | 6732 чел. |  |
| 2005 | 6441 чел. |  |

## Символика
Деревом посёлка считается восковница красная, цветком — рододендрон.